# Ex Deo
Ex Deo (lat. ‚aus Gott‘) ist eine 2008 gegründete kanadische Death-Metal-Band. Aufgrund der Liedtexte, welche sich neben römischer Geschichte auch auf die Sagen der Römer beziehen, sind sie auch dem Pagan Metal zuzuordnen. Ex Deo ist ein Nebenprojekt der Band Kataklysm.

## Geschichte
2008 starteten die Musiker von Kataklysm zusammen mit dem Keyboarder Jonathan Leduc das Projekt Ex Deo. Das Ziel lautete, den Menschen die römische Mythologie mit Hilfe von Death Metal näher zu bringen. Wie auch Kataklysm, wurden Ex Deo von Nuclear Blast unter Vertrag genommen. Das erste musikalische Ergebnis der Band ist das Debütalbum Romulus, welches von ihrem Gitarristen Jean-François Dagenais produziert wurde. Es wurde am 19. Juni 2009 veröffentlicht.
Auf dem Debütalbum hatten neben den sechs Musikern auch noch drei weitere Künstler Gastauftritte, nämlich Karl Sanders von Nile, Nergal von Behemoth und Obsidian C. von Keep of Kalessin. Zum Lied Romulus wurde ein Musikvideo unter Regie von Stanimir „Stača“ Lukić in Belgrad, der Hauptstadt von Serbien, gedreht.
Ein Auftritt der Bands Ex Deo und Kataklysm auf einem Festival gab es erstmals 2010 auf dem Way of Darkness in Lichtenfels.
Seit April 2013 pausiert Schlagzeuger Max Duhamel aufgrund persönlicher Probleme, insbesondere seiner Alkoholabhängigkeit, sowohl bei Kataklysm, als auch bei Ex Deo. Er wird vorübergehend durch Oli Beaudoin, Schlagzeuger der Band Neuraxis, vertreten, jedoch will Duhamel nach Bewältigung seiner Probleme beiden Bands wieder beitreten.
Am 18. Februar 2014 entschied Maurizio Iacono mit Ex Deo eine unbefristete Pause einzulegen und erwähnte weiterhin, dass es womöglich keine weitere Veröffentlichung der Band geben würde.
Am 4. Januar 2016 wurde der Titel des dritten Studioalbums, The Immortal Wars, bekannt gegeben. Das Konzeptalbum behandelt die Zeit der punischen Kriege zwischen der römischen Republik und Karthago und ist im Februar 2017 erschienen.

## Diskografie

### Alben
- 2009: Romulus (Nuclear Blast)
- 2012: I, Caligvla (Napalm Records)
- 2017: The Immortal Wars (Napalm Records)
- 2021: The Thirteen Years of Nero (Napalm Records)

### Singles, EPs und Splits
- 2009: Romulus (Download-Single, Nuclear Blast)
- 2009: Romulus/Cruise Ship Terror (Promo-Split mit Swashbuckle, Nuclear Blast)

### Musikvideos
- 2009: Romulus
- 2010: The Final War (The Battle of Actium)
- 2012: I, Caligvla
- 2017: The Roman